# Pays Cœur d'Hérault
 (août 2025).
Motif : Aucune source secondaire, notoriété locale + est-ce qu'une structure dont la quasi seule compétence est de gérer le SCoT est encyclopédique ?
- Archive Wikiwix
- Bing
- Cairn
- DuckDuckGo
- E. Universalis
- Gallica
- Google
- G. Books
- G. News
- G. Scholar
- Persée
- Qwant
- (zh) Baidu
- (ru) Yandex
- (wd) trouver des œuvres sur Wikidata

| 1. | Préciser le motif de la pose du bandeau. | Précisez le motif de la pose du bandeau en utilisant la syntaxe suivante : {{admissibilité à vérifier\|date=août 2025\|motif=remplacez ce texte par le motif}}                           |
| 2. | Informer les utilisateurs concernés.     | Pensez à avertir le créateur de l'article, par exemple, en insérant le code ci-dessous sur sa page de discussion : {{subst:avertissement admissibilité à vérifier\|Pays Cœur d'Hérault}} |

Le Pays Cœur d'Hérault est un pays (au sens administratif français) qui s'étend de la région de Montpellier jusqu'au plateau du Larzac. 

## Composition du territoire
Le pays est composé de 77 communes regroupées au sein de trois communautés de communes (au 1er janvier 2021) : 
- la communauté de communes Vallée de l'Hérault (28 communes, 41 320 habitants, estimation 2021),
- la communauté de communes Lodévois et Larzac (28 communes, 14 383 habitants, estimation 2021),
- la communauté de communes du Clermontais (21 communes, 28 708 habitants, estimation 2021).

## Organisation administrative et compétences
En dehors des compétences en aménagement du territoire et en développement économique, toutes ces structures ont opté pour la compétence en protection et mise en valeur de l'environnement. Les trois communautés de communes ont opté pour la compétence en politique du logement. Elles ont toutes les 3 la compétence SCOT. Concernant la culture, le tourisme et la petite enfance / jeunesse, certaines d'entre elles sont compétentes ou bien envisagent de se positionner sur ces sujets.
Ces collectivités ont constitué un pays en janvier 2001, dans le cadre de la loi d'orientation et d'aménagement et de développement durable du territoire du 25 juin 1999, dite loi Voynet. Il a été définitivement reconnu par arrêté préfectoral le 17 janvier 2005. Un syndicat mixte devant coordonner de développement de ce territoire a été créé le 17 octobre 2008 par le Préfet de l'Hérault, suite une demande des collectivités et des établissements consulaires.
Les communautés de communes sont également membres d'une Maison de l'emploi, d'une Mission locale, et du Syndicat centre Hérault (traitement des ordures ménagères), entités correspondant toutes à l'échelle du pays Cœur d'Hérault.
Le Syndicat Mixte de développement local du Pays Cœur d'Hérault est en charge de l'élaboration du SCOT sur son territoire. Le premier SCOT a été approuvé et rendu exécutoire en 2023.

## Géographie
Le pays s'étend des Garrigues montpelliéraines (100 m. d'altitude), jusqu'au plateau du Larzac (700 m. d'altitude). Il est traversé par le fleuve Hérault, et par la rivière de la Lergue.
Il comprend les sites remarquables de Saint-Guilhem-le-Désert, du Cirque de Navacelles et du lac du Salagou.
Il correspond approximativement au diocèse de Lodève et à l'arrondissement de Lodève.
À l'ouest se trouve le Pays Haut-Languedoc et Vignobles, au nord est, le Pays Cévennes, et au nord le Pays des Causses aveyronais.

## Démographie
Le pays forme un territoire bordé au sud par les agglomérations littorales de Montpellier, de Sète, d'Agde et de Béziers. Il s'organise autour de trois pôle ruraux que sont Clermont-l'Hérault, Gignac  – Saint-André-de-Sangonis et Lodève.
La population avoisine les 85 000 habitants en 2021 (selon les recensements INSEE). Entre 1999 et 2007 la population a augmenté d'environ 20 %, et à nouveau de plus de 20 % entre 2007 et 2021.

## Économie
La situation du pays lui confère une position charnière au croisement de deux axes structurants, l'A75 et l'A750. Sa position est également centrale au sein de la région du Languedoc-Roussillon, laquelle est en forte expansion démographique et économique depuis 1960.
L'agriculture est majoritairement orientée vers la viticulture, alors que les zones montagneuses sont elles orientées vers l'élevage. L'oléiculture fait également partie de la tradition agricole, mais elle constitue plutôt un appoint.
Il n'y a presque plus d'industrie. L'activité est majoritairement tertiaire, et elle très fortement orientée sur l'économie résidentielle.